# 크리스토퍼 하이어달
크리스토퍼 하이어달(Christopher Heyerdahl)은 캐나다의 배우이다.

## 출연 작품
- 스톡홀름 (2018)
- 시카리오: 데이 오브 솔다도 (2018)
- 반 헬싱 (2016)
- 메시아 (2016)
- 허니글루 (2015)
- 헬 온 휠즈 5 (2015)
- 에드워드 (2015)
- 더 콜링 (2014)
- 헬 온 휠즈 4 (2014)
- 헬 온 휠즈 3 (2013)
- 3데이즈: 라스트 서바이벌 (2013)
- 헬 온 휠즈 2 (2012)
- 브레이킹 던 part2 (2012)
- 생츄어리 시즌4 (2011)
- 헬 온 휠즈 (2011)
- 브레이킹 던 part1 (2011)
- 생츄어리 시즌3 (2010)
- 생츄어리 시즌2 (2009)
- 카데바 (2009)
- 뉴 문 (2009)
- 생츄어리 시즌1 (2008)
- 마스터즈 오브 호러 시즌 2 에피소드 11 - 검은 고양이 (2007)
- 인비저블 (2007)
- 인투 더 웨스트 (2005)
- 스타게이트 - 아틀란티스 (2004)
- 블레이드 3 (2004)
- 캣우먼 (2004)
- 리딕 - 헬리온 최후의 빛 (2004)
- 나폴레옹 (2002)
- 노웨어 인 사이트 (2001)
- 더러운 전쟁 (2001)
- 스몰빌 (2001)
- 빌리브 (2000)
- 프레스 런 (2000)
- 뉘른베르크 (2000)
- 피쉬 아웃 오브 워터 (1999)
- 레퀴엠 포 머더 (1999)
- 바벨 (1999)
- 해비태트 (1997)
- 리틀 트리 (1997)
- 어플릭션 (1997)
- 와일드 울프 (1997)
- 피스키퍼 (1997)
- 트리플 테러 (1996)
- 코요테 (1996)
- 싸일런트 트리거 (1996)
- 워리어스 (1994)
- 하이랜더 3 (1994)